# Лобойко, Борис Григорьевич
Борис Григорьевич Лобойко (род. 1937) — советский и российский инженер-физик, специалист в области разработки ядерных зарядов, д.т. н., профессор; Лауреат Государственной премии СССР (1983) и Государственной премии РФ (2001). Заслуженный деятель науки Российской Федерации (1998).

## Биография
Родился в 1937 году в Полтавской области.
С 1960 года после окончания МИФИ работал в системе атомной промышленности СССР.
С 1955 года направлен в закрытый город Челябинск-70, работал — инженером, старший научным сотрудником, с 1970 года начальником Лаборатории прикладных исследований, с 1979 года начальником Отдела прикладных исследований, с 1997 года назначен заместителем главного конструктора ВНИИТФ, одновременно с 1998 года был председателем комиссии по взрывчатым веществам Минатома России. Занимался вопросами в области разработки и исследования высокоэнергетических взрывчатых веществ для ядерных зарядов и исследованиями в области физики взрыва. Руководитель ряда научных исследований совместно проведённых с учёными из Китая, США и Франции. Член Бюро Научного совета по горению и взрыву РАН.

## Награды
Источники:

### Ордена
- Орден Ленина (1981)
- Орден Трудового Красного Знамени (1975)

### Премии
- Государственная премия СССР (1983)
- Государственная премия Российской Федерации (2001)

### Звания
- Заслуженный деятель науки Российской Федерации (1998).

### Знаки отличия
- Почётный гражданин города Снежинска (2005 — «за большой личный вклад в создание ядерного оружия России, выдающиеся достижения в трудовой деятельности, значительный вклад в развитие научной, производственной и социальной сферы города, в связи с 50-летием со дня образования РФЯЦ — ВНИИТФ»[3])